# Córka generała Pankratowa
Pour plus de détails, voir Fiche technique et Distribution.
La fille du général Pancratov est un film polonais réalisé par Józef Lejtes et Mieczysław Znamierowski, sorti en 1934.

## Synopsis
La fille d'une général polonais tombe amoureuse d'un jeune révolutionnaire mais les conséquences seront terribles pour elle...

## Fiche technique
- Titre : La fille du général Pancratov
- Titre original : Córka generała Pankratowa
- Réalisation : Józef Lejtes
Mieczysław Znamierowski
- Scénario : Marian Orlik
- Musique : Henryk Wars
- Photographie : Seweryn Steinwurzel
- Montage :
- Costumes :
- Société de production : Kamera
- Pays d'origine :  Pologne
- Format :
- Genre :
- Durée : 76 minutes (1 h 16)
- Date de sortie : 
  - Pologne : 25 décembre 1934

## Distribution
- Nora Ney : Aniuta
- Franciszek Brodniewicz : Bolesław
- Kazimierz Junosza-Stępowski : général Pankratow
- Stanisław Grolicki : général gubernator
- Aleksander Żabczyński : adjudant
- Mieczysław Cybulski : Aleksy Woronow
- Zofia Lindorfówna : une révolutionnaire
- Jerzy Leszczyński : le compte Bobrow
- Maria Bogda : une révolutionnaire
- Zbigniew Ziembiński : un révolutionnaire
- Stanisław Daniłłowicz : l'indic
- Helena Buczyńska : la tante d'Aniuta
- Stanisława Perzanowska : la propriétaire
- Zygmunt Chmielewski
- Stefania Górska
- Wanda Jarszewska
- Alina Żeliska
- Romuald Gierasieński
- Feliks Żukowski
- Zofia Terné
- Zofia Kajzerówna
- Ryszard Kierczyński
- Tadeusz Fijewski
- Henryk Rzętkowski
- Monica Carlo
- Rufin Morozowicz